# Cotys IX
Pour les articles homonymes, voir Cotys.
Cotys IX est un prince thrace des débuts de l'Empire romain, co-roi des Sapéens et des Odryses avec son cousin Rhémétalcès II de 19 à 38, puis roi d'Arménie Mineure de 38 à 54. Il est le fils de Cotys VIII de Thrace et le frère de son successeur, Rhémétalcès III, dernier roi des Odryses.

## Biographie
Le roi Rhémétalcès Ier meurt vers l'an 12 et ses États, clients de Rome, sont divisés en deux parties par Auguste, qui sont réparties entre le fils et le frère du roi défunt, Cotys VIII et Rhescuporis III. Cotys reçoit la région proche de la côte et des colonies grecques, et Rhescuporis, celle sauvage et inculte de l'intérieur, exposée à des attaques hostiles des peuples voisins. Rhescuporis décide de s'approprier les terres de son neveu, l'emprisonnant puis le tuant pour faire front à Tibère, qui lui demande des comptes. Rhescuporis est jugé et condamné par Rome, exilé puis mis à mort, pour avoir tenté de s'échapper.
Le royaume de Thrace est alors divisé entre Rhémétalcès II, fils de Rhescuporis III, qui s'est ouvertement opposé aux plans de son père, et les très jeunes enfants de Cotys, dont Rhémétalcès III et Cotys IX (qui sont élevés à Rome), au nom desquels le propréteur Titus Trebellenus Rufus (ca) est nommé régent (« tuteur des princes ») ainsi que leur mère Antonia Tryphaena, veuve de Cotys VIII. L'empereur Tibère maintient en la faveur de Rhémétalcès II le partage de la Thrace qui a été ordonné par Auguste après la mort de Rhémétalcès Ier.
Sous leur règne éclatent plusieurs révoltes dans la partie de la Thrace qui est soumise aux Romains et dans les États alliés : les services que Rhémétalcès III rend dans ces diverses occasions lui méritent de nouvelles faveurs de Tibère puis de Caligula. Celui-ci, en l'an 38 ou 39, décide d'un nouveau partage :
- Rhémétalcès III devient effectivement roi de toute la Thrace indépendante[8] ;
- Cotys IX obtient en échange l'Arménie Mineure[8].

Quant à Rhémétalcès II, son nom disparaît de l'histoire, son règne s'arrêtant en 26 ou 37/38 selon diverses sources.
Cotys IX devient donc roi d'Arménie Mineure, où il règne de 38 à 54. On a peu de détails sur la vie de ce prince, qui continue de régner en Arménie, sous le règne de Claude. C'est sur l'invitation de cet empereur que Cotys renonce à ses prétentions sur la Grande-Arménie, quoique les grands du pays se fussent déclarés en sa faveur, au moment où Mithridate Ier d'Ibérie s'y rend pour en reprendre possession. Cotys est du nombre des cinq rois qui vont visiter Hérode Agrippa Ier, dans un voyage qu'il fait à Tibériade, vers 43-44. Les autres rois sont Hérode de Chalcis, frère d'Agrippa Ier, le roi d'Émèse Sampsigeramos, Antiochos de Commagène et Polémon, roi du Pont. Le gouverneur de Syrie, Vibius Marsus, vient interrompre cette réunion en arguant de la possibilité d'une conspiration. Même s'il est improbable à la plupart des critiques qu'Agrippa ait envisagé de rompre avec ses proches protecteurs et familiers romains, les rois se voient enjoints de rejoindre leurs royaumes respectifs sans délai.